# نگار خرم
نگار خرم (زاده ۱ فروردین ۱۳۷۵) بازیکن چپ دست هاکی روی یخ اهل تبریز ایران است.
خرم عضو تیم آیس باکس ایران مال و فوروارد تیم ملی هاکی روی یخ بانوان ایران است. وی در مسابقات هاکی روی یخ بانوان قهرمانی آسیا و اقیانوسیه ۲۰۲۳ به مدال تیمی نقره دست یافت.
خرم در این بازی‌ها در هر ۶ مسابقه به میدان رفت.